# Podstęp
Podstęp – szczególna postać błędu w prawie cywilnym. Podstęp jest uznawany za podstawę uchylenia się od skutków złożonego oświadczenia woli (czynności prawnej) oraz jako jedna z jego wad. W odróżnieniu od zwykłego błędu przy podstępie mylne wyobrażenie o rzeczywistym stanie rzeczy wywołane jest nagannym działaniem innej osoby. 
W przypadku podstępu nie jest konieczne, aby wywołany działaniem drugiej strony błąd był istotny. Taki błąd nie musi dotyczyć treści czynności prawnej, ale może obejmować także inne okoliczności faktyczne lub prawne, wpływające na złożenie przez osobę czynności prawnej o konkretnej treści. Jednak zatajenie czy przemilczenie faktów, okoliczności nie stanowi jeszcze podstępu. 
Podstępu nie musi dokonać druga strona czynności prawnej, może to zrobić osoba trzecia. Przy czynnościach nieodpłatnych wystarczy, że osoba wprowadzona podstępnie w błąd wykaże podstęp i może uchylić się od skutków swojego oświadczenia woli. Natomiast jeżeli czynność prawna jest odpłatna, to strona musiała o podstępie wiedzieć i nie zawiadomić o niej drugiej strony czynności (tej znajdującej się w błędzie), wtedy przyjmuje się, że podstęp osoby trzeciej to podstęp strony i jest możliwość uchylenia się od skutków czynności prawnej.